# Łącznik (wieś)
Łącznik (dodatkowa nazwa w j. niem. Lonschnik) – wieś w Polsce, położona w województwie opolskim, w powiecie prudnickim, w gminie Biała. Historycznie leży na Górnym Śląsku, na ziemi prudnickiej. Położona jest na terenie Równinie Niemodlińskiej, będącej częścią Niziny Śląskiej. Przepływa przez nią rzeka Biała.
W latach 1975–1998 miejscowość administracyjnie należała do ówczesnego województwa opolskiego. W latach 1945–1954 i 1973–1975 miejscowość była siedzibą gminy Łącznik.
Według danych na 31 grudnia 2024 wieś była zamieszkana przez 988 osób.

## Geografia

### Położenie
Wieś jest położona w południowo-zachodniej Polsce, w województwie opolskim, około 15 km od granicy z Czechami, na Równinie Niemodlińskiej. Należy do Euroregionu Pradziad. Przez granice administracyjne wsi przepływa rzeka Biała.

### Środowisko naturalne
W Łączniku panuje klimat umiarkowany ciepły. Średnia temperatura roczna wynosi +9,7 °C. Duże zróżnicowanie dotyczy termicznych pór roku. Średnie roczne opady atmosferyczne w rejonie Łącznika wynoszą 704 mm. Dominują wiatry zachodnie.

## Nazwa
Nazwa miejscowości pochodzi od polskiego słowa oznaczającego łąkę – teren porośnięty trawą służący do wypasu zwierząt gospodarskich. Wywód przedstawia topograficzny opis Górnego Śląska z 1865 roku, który notuje wieś pod obecnie stosowaną, polską nazwą Łącznik, a także zgermanizowaną nazwą Loncznik we fragmencie: „Loncznik (1534 Luntznitz, polnisch Łącznik, von Ląka die Wiese, auch Lontschnig)”. Nazwa miejscowości należy do nazw topograficznych i ma związek z charakterystycznymi właściwościami i wyglądem krajobrazu. Najprawdopodobniej w odległych czasach pierwsi osadnicy przybywszy w te strony nazwali nowo zajęty teren według charakterystycznych i naturalnych jego właściwości, zaobserwowanych w tej okolicy. Teren ten był porośnięty trawami i otoczony wieloma stawami. Stanowił jakby łączny obszar, stąd pierwotna nazwa Łączn-ik tj. otoczony łąkami. Według innych źródeł nazwa Łącznik ma wywodzić się od nazwy łąka (niem. die Wiese). Wersja ta potwierdza, że miejscowość otoczona była kilkunastoma różnej wielkości stawami, zaś pomiędzy nimi były łąki i pastwiska, a nieopodal przepływała rzeka (dzisiejsza Biała) oraz kilka strumieni otoczonych gęstymi zaroślami.
Nazwa miejscowości od średniowiecza po czasy współczesne, zmieniła się nieznacznie, jedynie w okresie rządów NSDAP została ona całkowicie zniemczona, czyli przeszła wtórny chrzest germanizacyjny – 15 czerwca 1936 w miejsce nazwy Lonschnik administracja III Rzeszy wprowadziła nową, niemiecką nazwę – Wiesengrund/Oberschlesien. 12 listopada 1946 nadano miejscowości polską nazwę Łącznik.
W historycznych dokumentach nazwę miejscowości wzmiankowano w różnych językach oraz formach: Lansinicz (1337), Lanschnik (1379), Lancznik (1384), Luntznickh (1534), Luntschnik (1574), Loncznik (1679), Lontznicensis (1687), Lonznick (1743), Lontschniz, Locznick, Longeznick (1784), Lontschnig, Lącznik (1845), Łącznik – Lonschnik (1896), Łącznik (Lonschnik) – Wiesegrund OS. (1939), Wiesegrund OS. – Łącznik, -a, łącznicki (1946), Łącznik, -ka (1981).
W gwarach prudnickich nazwa miejscowości występuje jako Łył(n)cznik (odmiana: dzie miyszkył? w Łył(n)czniku; jadã do Łył(n)cznika; miyndzy Prudnikã, a Łył(n)cznikã).

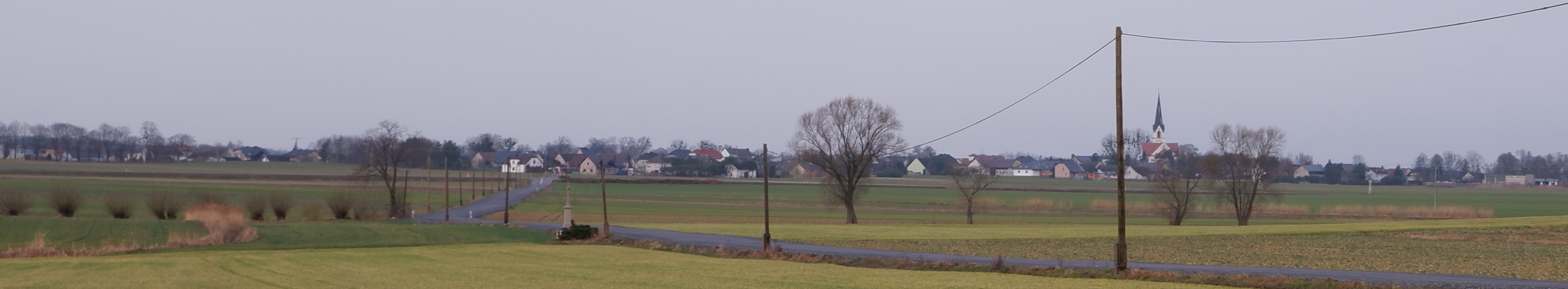
Panorama Łącznika od strony Ogiernicza

## Historia
Łącznik znany był od początku swego istnienia jako miejscowość kościelna z uwagi na umiejscowienie w niej starej parafii. Pierwsza wzmianka o niej pochodzi z rejestru nuncjusza papieskiego Galharda von Chartres z 1335 i już wtedy należała ona do panów z Prószkowa, przez których prawdopodobnie została założona. Następna większa wzmianka pochodzi z rejestru archidiecezji opolskiej tzw. Denara św. Piotra z 1447 roku. Dla potrzeb zamku w Chrzelicach oraz wiekowego już browaru chrzelickiego w Łączniku zostały założone ogrody kwiatowe, warzywnicze oraz chmielnik.
Zachowane dokumenty i rękopisy m.in. urbarze powinności gruntowych (urbarium dominium) z 1574 i 1758 przekazują informacje na temat ówczesnych realiów życia mieszkańców wsi. Jednym z takich dokumentów jest przywilej wolności dla Lontznieger Schöltzrey (łącznickiej sołtysowni) nadany przez księcia Bolesława V w 1437. Spisał go ówczesny pisarz dworski Michał Liess, a jednym ze świadków był starosta z Chrzelic, Hans Schenkwitz.

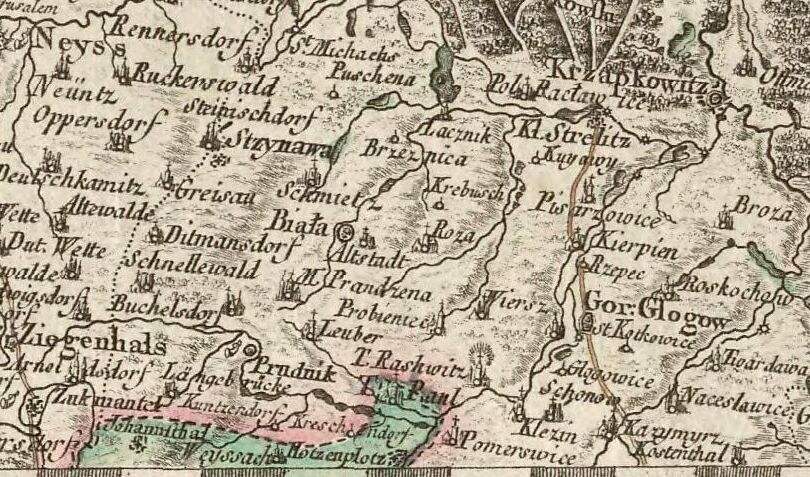
Łącznik (Lacznik) wśród miejscowości ziemi prudnickiej na polskojęzycznej mapie z 1772

W drugiej połowie XVI wieku wieś zamieszkiwało około dwudziestu pięciu poddanych, z czego siedmiu to zagrodnicy. We wsi było sołectwo o powierzchni 4 łanów, z czego 2 łany trzymał sołtys Blazek Karch a pozostałe 2 łany sołtysowa Peterkowa Jakna. Do sołectwa zgodnie z książęcym listem nadania należały trzy ogrody z młynem, jedna karczma, jatka mięsna i kram piekarski. Rocznie dla państwa na zamku w Chrzelicach wieś oddawała 1 wołu, zaś wspólnie z mieszkańcami Chrzelic za 4 floreny utrzymywała strażnika na zamku. Księdzu w Łączniku mieszkańcy dziesięcinę płacili zbożem. Wiejski karczmarz, Blazke posiadał oprócz karczmy półtora łana. Strażnik przy stawach rybnych, Piech Lamcho posiadał pół morgi. Za pilnowanie stawów państwo na zamku dodało mu dodatkowy kawałek pola jako wynagrodzenie. Podobne wynagrodzenie za pracę w wysokości 1 i 3/4 morgi pola otrzymał gajowy Janek Woźnica. Zarówno gajowy, jak i strażnik byli zagrodnikami. W tym okresie w Łączniku mieszkali też: Barcklin Dorotha, Bargel Gawel, Bawol Gawel, Beblo Gregor, Botianek Climek, Czeczota Janek, Czyrczy Wawrzin, Gryss Drossek, Hofbeker Lamprecht, Keltsch Woytek, Klosska Jendro, Kostin Jendro, Kreyczy Kuba, Lisska Walek, Plachetka Jan, Polak Jan, Schlosser Janek, Skupień Gawel. Spośród wymienionych osób trzynaście z nich to gospodarze, którzy razem posiadali 11 łanów gruntu. Pańszczyznę odrabiali wszyscy wyznaczeni przez pana. Rolnicy zgodnie z ordunkiem krajowym, natomiast zagrodnicy w takim samym rozmiarze jak zagrodnicy z Chrzelic.

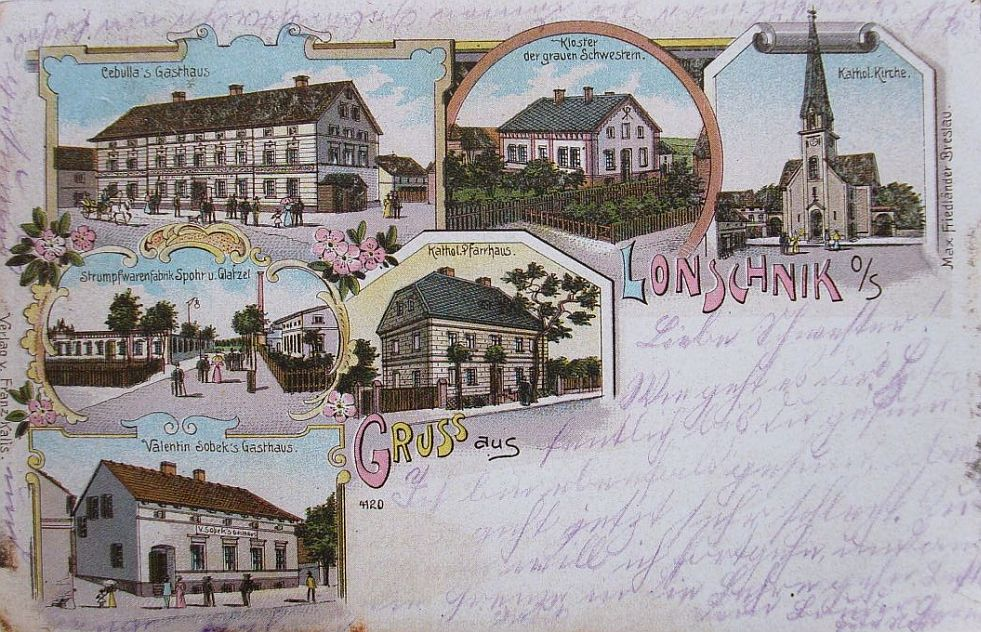
Łącznik na litografii (ok. 1898)

W XVII wieku głównych przedstawicieli rodzin we wsi było ponad czterdziestu. Wśród nich znajdowali się chłopi wolni i pańszczyźniani, rolnicy, chałupnicy, zagrodnicy oraz sołtys, którym w połowie XVIII wieku był Johan Pinkawa. Karczmarzem, który posiadał własną karczmę był Simon Hulitzka. Hulitzka prawdopodobnie był Żydem lub odkupił karczmę od Żyda, który razem z rodziną mieszkał w Łączniku już w drugiej połowie XVII wieku. Najstarsza wzmianka o przedstawicielu tej nacji na ziemi prudnickiej pochodzi z 1427, a pierwsza wzmianka o zamieszkiwaniu Żyda na wsi pochodzi z 1688 z Łącznika. Wieś posiadała specjalne piece do wypalania cegieł i dachówek, których właścicielem był Franz Krukowka. W Łączniku funkcjonowała także duża kuźnia, gdzie kowalem był Johan Rosenberg. Natomiast młyn prowadzony był przez Żyda Jodle Georga.

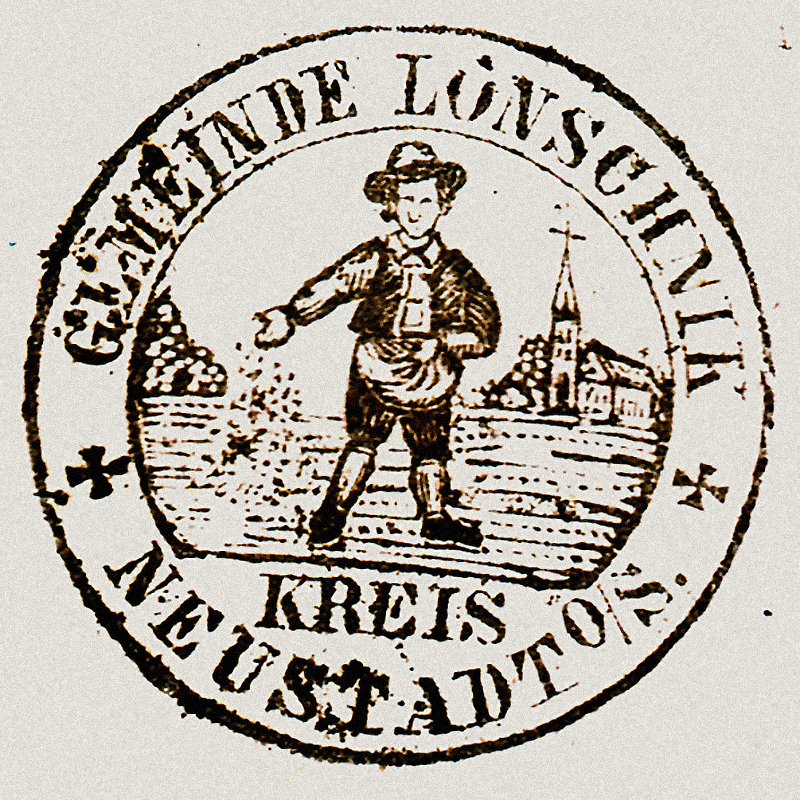
Pieczęć Łącznika (1882)

W 1718 rozebrano stary kościół, na miejscu którego w 1723 wzniesiono nowy. Do 1742 wieś należała do powiatu sądowego głogóweckiego w Monarchii Habsburgów. Po I wojnie śląskiej znalazła się w granicach Królestwa Prus i weszła w skład powiatu prudnickiego w prowincji Śląsk. W 1758 Łącznik wchodził w skład dóbr zamku w Chrzelicach. W 1783 dobra chrzelickie wraz z Łącznikiem kupił król Fryderyk II Wielki.
Od 11 lutego do 3 marca 1831 w Łączniku panowała epidemia cholery. W połowie XIX wieku wieś liczyła 816 mieszkańców, w tym 9 rzemieślników, 6 handlarzy zbożem, 1 karczmarz. Działało w niej 6 krosien tkackich i farbiarnia. Znajdowała się tu dwuklasowa szkoła, do której uczęszczali uczniowie z Ogiernicza, Mokrej i Mosznej. Większość mieszkańców wsi stanowili katolicy, lecz mieszkali w niej również ewangelicy oraz Żydzi. Pożar w 1859 zniszczył kościół w Łączniku, został on odrestaurowany w 1878. W 1861 w Łączniku mieszkało 2 Żydów. W 1864 Łącznik wchodził w skład Dominialnego Urzędu w Chrzelicach. Wieś posiadała swoją własną pieczęć, która przedstawiała w polu chłopa siejącego ziarno prawą ręką, po prawej wzgórze, po lewej kościół, a w otoku napis: GEMEINDE LONSCHNIK / NEUSTADT O/S. (pol. Gmina Łącznik / Powiat Prudnicki, Górny Śląsk).

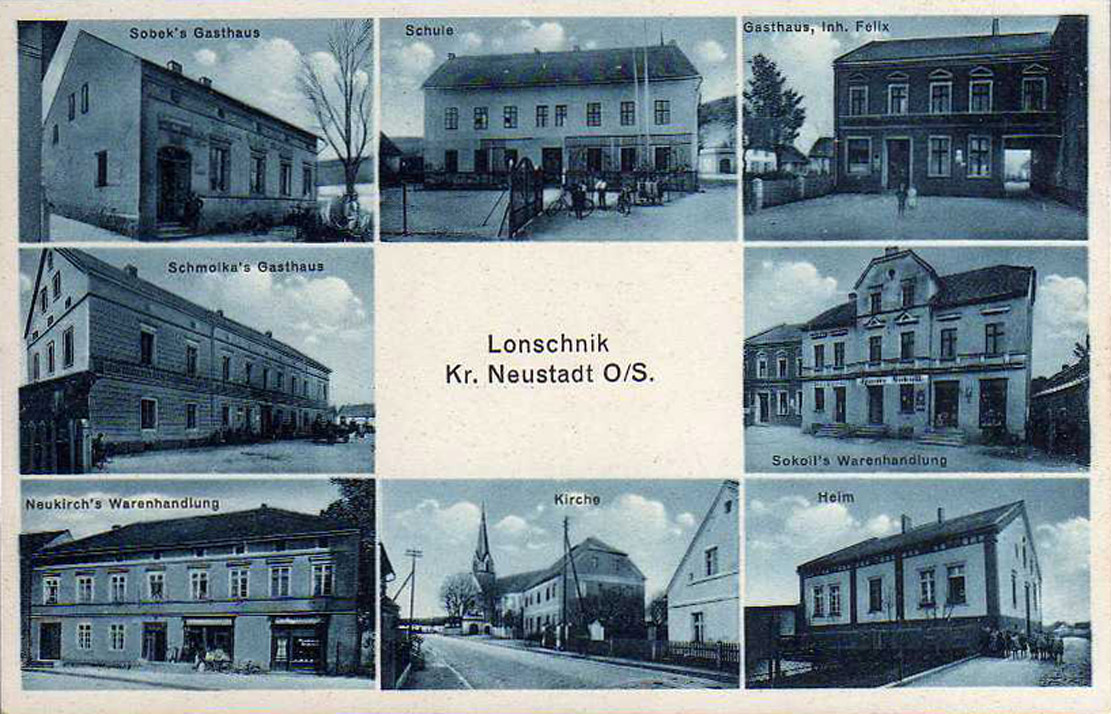
Widokówka z Łącznika (1918)

Pod koniec XIX wieku we wsi liczącej około 900 mieszkańców funkcjonowała pięcioklasowa szkoła, trzy karczmy oraz posterunek żandarmerii. Wieś posiadała swojego lekarza. Valentin Stanulla założył w Łączniku fabrykę dziewiarską, dzięki której doszło do dynamicznego rozwoju wsi. W 1895 zawiązana została spółka Kolej Prudnicko-Gogolińska z siedzibą w Prudniku, której celem stała się budowa drugorzędnej, normalnotorowej linii lokalnej z Prudnika do Gogolina, m.in. przez Łącznik. Linia została oddana do użytku w 1896. Na początku XX wieku wieś liczyła ponad 1060 mieszkańców. Według spisu ludności z 1 grudnia 1910, na 1234 mieszkańców Łącznika 106 posługiwało się językiem niemieckim, 1120 językiem polskim, 1 innym językiem, a 7 było dwujęzycznych.

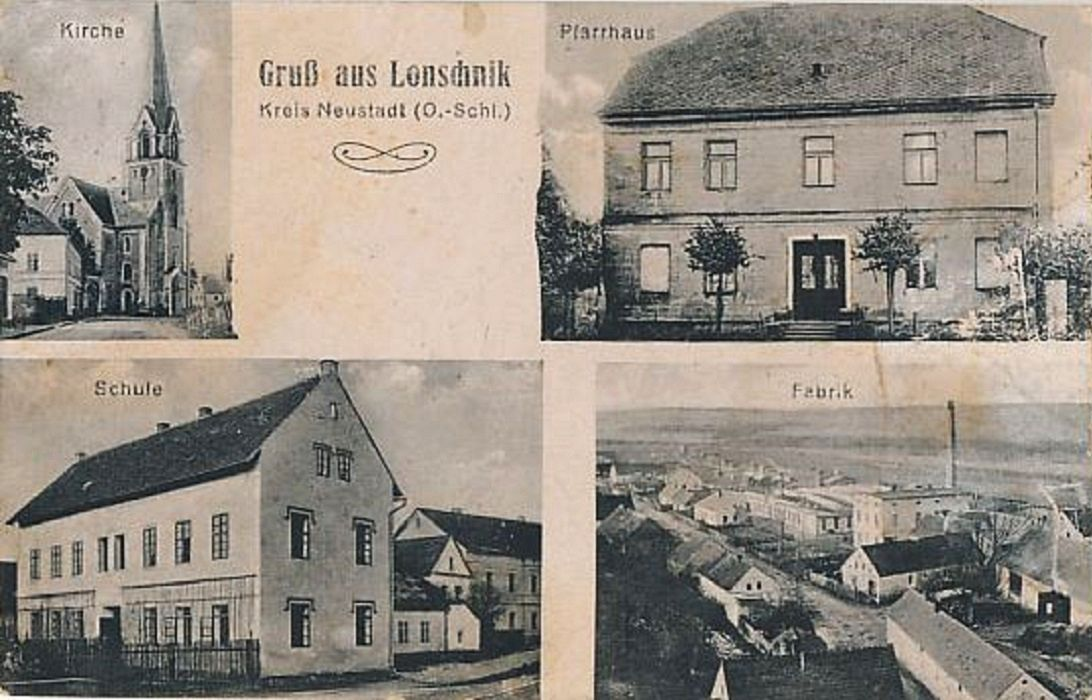
Widokówka z Łącznika (1920)

W 1921 w zasięgu plebiscytu na Górnym Śląsku znalazła się tylko część powiatu prudnickiego. Łącznik znalazł się po stronie wschodniej, w obszarze objętym plebiscytem, w obwodzie nr 9 powiatu prudnickiego. Do głosowania uprawnionych było w Łączniku 939 osób, z czego 897, ok. 95,5%, stanowili mieszkańcy (w tym 591, ok. 62,9% całości, mieszkańcy urodzeni w miejscowości). Oddano 922 głosy (ok. 98,2% uprawnionych), w tym 921 (ok. 99,9%) ważnych; za Niemcami głosowało 846 osób (ok. 91,9%), a za Polską 75 osób (ok. 8,1%). Po stronie polskiej w III powstaniu śląskim, w 3. kompanii prudnickiej służyli mieszkańcy Łącznika. W okresie powstań śląskich w Łączniku działała niemiecka nacjonalistyczna bojówka Schlageters Schwarze Hand (pol. Czarna Ręka Schlagetera), nazywana Schwarze Schaar (pol. Czarny Oddział) przez ludność miejscową. Przywódcą bojówki był Albert Leo Schlageter. W latach 20. XX wieku na cmentarzu w Łączniku powstał pomnik upamiętniający mieszkańców wsi, którzy zginęli podczas I wojny światowej (rozbudowany po II wojnie światowej). We wsi utworzono lokalny oddział Prudnickiej Powiatowej Kasy Oszczędności.
W czasie II wojny światowej w Smolarni, Chrzelicach i Łączniku utworzono podobóz Stalag VIII B/E31 obozu jenieckiego w Łambinowicach dla jeńców z imperium brytyjskiego. W 1942 nadleśnictwo w Chrzelicach ulokowało w domu parafialnym (nazywanym jugyndhajm) w Łączniku około stu angielskich żołnierzy, którzy dostali się do niewoli walcząc w Afryce Północnej i byli internowani w Łambinowicach. Anglicy pracowali przy wyrębie lasu i przy melioracji w Smolarni. W 1943 zostali przetransportowani do Przysieczy, a na ich miejsce przywieziono 30 lub 40 jeńców radzieckich. Od marca do maja 1945 powiat prudnicki znajdował się pod kontrolą radzieckiej komendantury wojskowej. 11 maja 1945 polska administracja przejęła władzę cywilną w powiecie prudnickim. Mieszkańcom Łącznika, posługującym się dialektem śląskim bądź znającym język polski, pozwolono pozostać we wsi po otrzymaniu polskiego obywatelstwa.

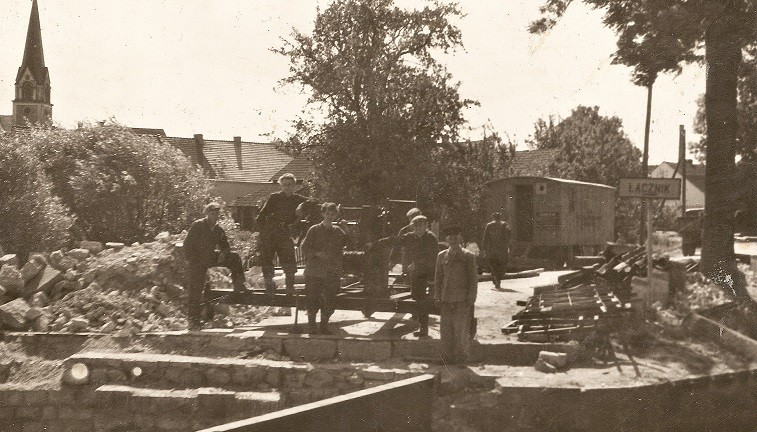
Budowa mostu w Łączniku (lata 50. XX wieku)

W latach 1945–1950 Łącznik należał do województwa śląskiego, a od 1950 do województwa opolskiego. W latach 1945–1954 i 1973–1975 wieś była siedzibą gminy Łącznik, a w latach 1954–1972 gromady Łącznik. Podlegała urzędowi pocztowemu w Kujawach.
W 1945 uruchomiono w Łączniku zakład przemysłu pończoszniczego pod nazwą Fabryka Trykotaży w Łączniku (późniejsze Prudnickie Zakłady Przemysłu Pończoszniczego w Łączniku). 13 października 1946 w Łączniku powstała trzecia w powiecie prudnickim gminna Rada Narodowa. Jej przewodniczącym został M. Biernacik. W 1949 we wsi znajdowały się między innymi: szkoła podstawowa prowadzona przez Inspektorat Szkolny w Prudniku, szkoła przemysłowa Centralnego Zarządu Przemysłu Włókienniczego, Gminna Spółdzielnia „Samopomoc Chłopska” prowadząca piekarnię parową w Łączniku, młyn wodny, kalotechnik, kotlarz, trzech krawców, dwóch piekarzy, dwóch stolarzy, ślusarz oraz wędliniarz. W akcji „Budowa Szkół Pomników Tysiąclecia Państwa Polskiego” wzniesiono Szkołę Podstawową im. Filipa Roboty w Łączniku. W 1997 Łącznik przystąpił do Programu Odnowy Wsi Opolskiej.
Wieś ucierpiała podczas powodzi we wrześniu 2024. Zamknięto drogę wojewódzką między Pogórzem i Łącznikiem, a także most w Łączniku.

### Przynależność państwowa i administracyjna
| Okres     |                                                                                | Państwo                           | Zwierzchnictwo                    | Jednostka administracyjna                                                |
| --------- | ------------------------------------------------------------------------------ | --------------------------------- | --------------------------------- | ------------------------------------------------------------------------ |
| 1335–1382 |                                                                                | Księstwo niemodlińskie            | Księstwo niemodlińskie            |                                                                          |
| 1382–1424 |                                                                                | Księstwo niemodlińsko-strzeleckie | Księstwo niemodlińsko-strzeleckie |                                                                          |
| 1424–1460 |                                                                                | Księstwo głogówecko-prudnickie    | Księstwo głogówecko-prudnickie    |                                                                          |
| 1460–1521 |                                                                                | Księstwo opolskie                 | Księstwo opolskie                 |                                                                          |
| 1521–1532 |                                                                                | Księstwo opolsko-raciborskie      | Księstwo opolsko-raciborskie      | księstwo opolskie                                                        |
| 1532–1742 | Monarchia Habsburgów                                                           | Monarchia Habsburgów              | Święte Cesarstwo Rzymskie         | księstwo opolsko-raciborskie, powiat sądowy głogówecki                   |
| 1742–1806 |                                                                                | Królestwo Prus                    | Święte Cesarstwo Rzymskie         | kamera wrocławska, departament wrocławski, powiat prudnicki              |
| 1806–1815 |                                                                                | Królestwo Prus                    | Królestwo Prus                    | kamera wrocławska, departament wrocławski, powiat prudnicki              |
| 1815–1871 | prowincja Śląsk, rejencja opolska, powiat prudnicki                            | Królestwo Prus                    | Królestwo Prus                    |                                                                          |
| 1871–1918 | Cesarstwo Niemieckie                                                           | Cesarstwo Niemieckie              | Cesarstwo Niemieckie              | Królestwo Prus, prowincja Śląsk, rejencja opolska, powiat prudnicki      |
| 1918–1919 |                                                                                | Republika Weimarska               | Republika Weimarska               | Wolne Państwo Prusy, prowincja Śląsk, rejencja opolska, powiat prudnicki |
| 1919–1933 | Wolne Państwo Prusy, prowincja Górny Śląsk, rejencja opolska, powiat prudnicki | Republika Weimarska               | Republika Weimarska               |                                                                          |
| 1933–1938 | Wolne Państwo Prusy, prowincja Górny Śląsk, rejencja opolska, powiat prudnicki | III Rzesza                        | III Rzesza                        | III Rzesza                                                               |
| 1938–1941 | Wolne Państwo Prusy, prowincja Śląsk, rejencja opolska, powiat prudnicki       | III Rzesza                        | III Rzesza                        | III Rzesza                                                               |
| 1941–1945 | Wolne Państwo Prusy, prowincja Górny Śląsk, rejencja opolska, powiat prudnicki | III Rzesza                        | III Rzesza                        | III Rzesza                                                               |
| 1945–1946 |                                                                                | Rzeczpospolita Polska             | Rzeczpospolita Polska             | Okręg I (Śląsk Opolski)                                                  |
| 1946–1950 | województwo śląskie, powiat prudnicki, gmina Łącznik                           | Rzeczpospolita Polska             | Rzeczpospolita Polska             |                                                                          |
| 1950–1952 | województwo opolskie, powiat prudnicki, gmina Łącznik                          | Rzeczpospolita Polska             | Rzeczpospolita Polska             |                                                                          |
| 1952–1954 | województwo opolskie, powiat prudnicki, gmina Łącznik                          |                                   | Polska Rzeczpospolita Ludowa      | Polska Rzeczpospolita Ludowa                                             |
| 1954–1973 | województwo opolskie, powiat prudnicki, gromada Łącznik                        |                                   | Polska Rzeczpospolita Ludowa      | Polska Rzeczpospolita Ludowa                                             |
| 1973–1975 | województwo opolskie, powiat prudnicki, gmina Łącznik                          |                                   | Polska Rzeczpospolita Ludowa      | Polska Rzeczpospolita Ludowa                                             |
| 1975–1989 | województwo opolskie, gmina Biała                                              |                                   | Polska Rzeczpospolita Ludowa      | Polska Rzeczpospolita Ludowa                                             |
| 1989–1998 | województwo opolskie, gmina Biała                                              | Polska                            | Rzeczpospolita Polska             | Rzeczpospolita Polska                                                    |
| od 1999   | województwo opolskie, powiat prudnicki, gmina Biała                            | Polska                            | Rzeczpospolita Polska             | Rzeczpospolita Polska                                                    |

## Mieszkańcy

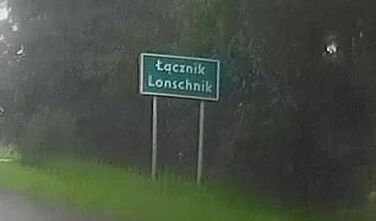
Tablica z podwójną nazwą przed wjazdem do Łącznika od strony Korfantowa

Miejscowość zamieszkiwana jest przez mniejszość niemiecką oraz Ślązaków. Mieszkańcy wsi posługują się gwarą prudnicką, będącą odmianą dialektu śląskiego. Należą do podgrupy gwarowej nazywanej Podlesioki.
Według Narodowego Spisu Powszechnego Ludności i Mieszkań z 2021 roku liczba ludności we wsi Łącznik to 1120 osób z czego 549 to kobiety (49%), a 571 to mężczyźni (51%). Miejscowość zamieszkuje 11% mieszkańców gminy. Na przestrzeni lat 1998–2021 ludności mieszkańców wsi zmalała o 17,65%.

### Liczba mieszkańców wsi
- 1784 – 431[54]
- 1830 – 650[55]
- 1844 – 816[56]
- 1855 – 846[57]
- 1861 – 879[57]
- 1871 – 995[58]
- 1885 – 1060[59]
- 1905 – 1201[60]
- 1910 – 1234[61]
- 1933 – 1191[62]
- 1939 – 1264[62]
- 1940 – 1262[63]
- 1966 – 1134[64]
- 1998 – 1360[53]
- 2002 – 1310[65]
- 2009 – 1212[53]
- 2011 – 1174[53]
- 2021 – 1120[53]
- 2022 – 1001[4]
- 2023 – 987[4]
- 2024 - 988[4]

## Zabytki

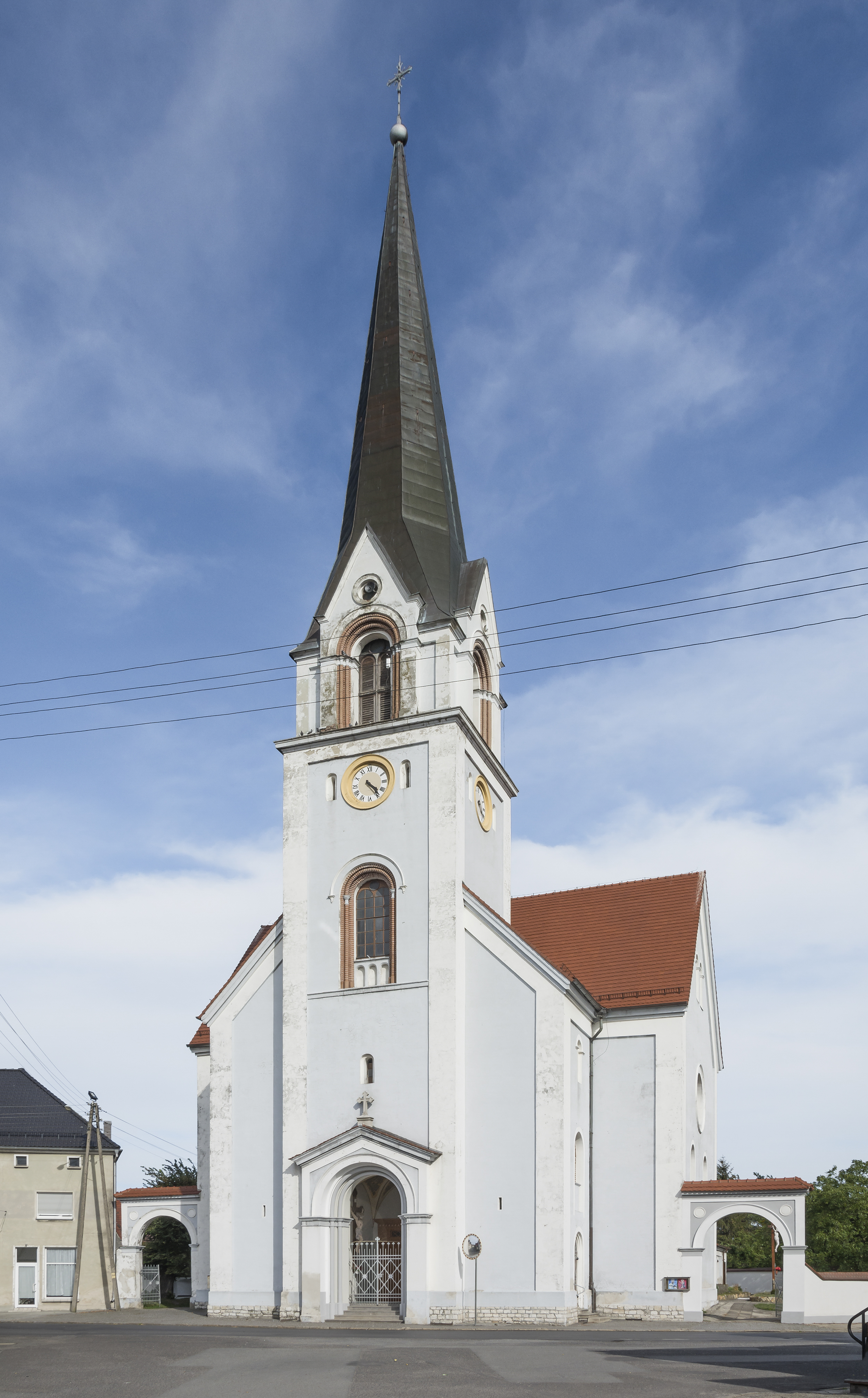
Kościół Nawiedzenia NMP

Do wojewódzkiego rejestru zabytków wpisane są:
- plebania, z XVIII w., 1827
- kościół par. pw. Nawiedzenia NMP; na początku XVIII wieku, w 1718 został rozebrany stary kościół, a w jego miejsce w 1723 został zbudowany nowy. W 1859 groźny pożar poważnie zniszczył zabytkowy barokowy kościół, ocalały jedynie freski z 1761 oraz olejny obraz św. Walentego, na którym można zobaczyć chrzelicki zamek oraz łącznicki kościół z początku XVII wieku. Odrestaurowano go w 1878 Najstarsze wpisy w księdze parafialnej w łącznickim kościele pochodzą z początków drugiej połowy XVIII wieku, lecz w księgach archidiecezjalnych we Wrocławiu można znaleźć starsze księgi metrykalne, bo już z końca XVII wieku. W roku 1995 spaliła się wieża kościoła.

Zgodnie z gminną ewidencją zabytków w Łączniku chronione są ponadto:
- kostnica
- dom, ul. św. Walentego 30
- dom, ul. św. Walentego 81
- figura św. Jana Nepomucena usytuowana przy domu nr 1

## Pomniki i obiekty upamiętniające
- Pomnik poległych w I i II wojnie światowej – pomnik na cmentarzu w Łączniku powstały w latach 20. XX wieku jako upamiętnienie mieszkańców wsi, którzy polegli w I wojnie światowej. Po II wojnie światowej został rozbudowany. Składa się z dwóch tablic z napisami w języku niemieckim. Znajduje się na nim napis Gefallen… oraz motyw Krzyża Żelaznego. Zgodnie z kryteriami w sprawie upamiętnień na obszarze RP żołnierzy niemieckich przyjętymi w uchwale Rady Ochrony Pamięci Walk i Męczeństwa w 1995, pomnik został uznany za nieprawidłowy[27].

## Gospodarka
We wsi znajdował się Zakład Przemysłu Pończoszniczego, wchodzący w skład Prudnickich Zakładów Przemysłu Dziewiarskiego i Pończoszniczego w Białej Prudnickiej. Powstała ona na bazie przedwojennej fabryki Wissengrunder Strumpfwarenfabrik Valentina Stanulli. W 2018 roku budynki fabryki zostały zburzone. W Łączniku siedzibę mają firmy Mechanika Pojazdowa Rak Ginter, DECO STREFA, Stolarstwo Globisz Klaudiusz, Salon Fryzjerski-Solarium Rusnak Beata, Zakład PHU Cukiernictwo Pela Małgorzata i Sklep Ogólnospożywczy Deszczka Gizela, zrzeszone w Cechu Rzemieślników i Przedsiębiorców w Prudniku.
We wsi znajduje się m.in. placówka handlowa sieci Dino Polska.
Łącznik wraz z całą gminą Biała podlega pod inspektorat ZUS w Prudniku.

## Transport

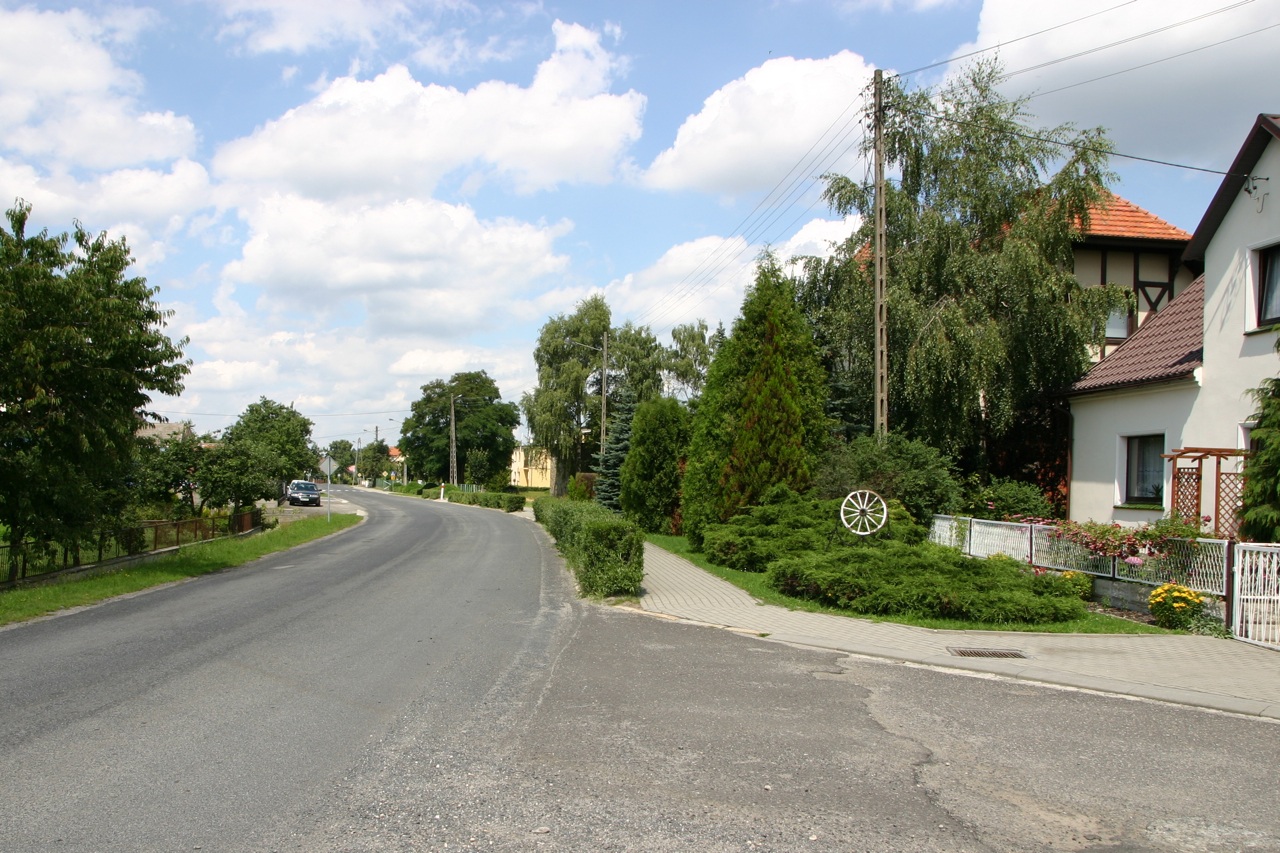
Droga wojewódzka nr 407 w Łączniku

### Transport drogowy
Przez Łącznik przebiegają drogi wojewódzkie:
- 407 Nysa – Łącznik
- 414 Prudnik – Opole

W zarządzie Wydziału Drogownictwa Starostwa Powiatowego w Prudniku znajdują się drogi powiatowe: nr 1232O relacji Chrzelice – Łącznik, nr 1266O relacji Łącznik – Ogiernicze, nr 1268O relacji Łącznik – Mokra – Radostynia – Ligota Bialska oraz nr 1274O relacji Łącznik – Brzeźnica – Radostynia.

### Transport kolejowy
Na południe od miejscowości biegnie linia kolejowa nr 306 Krapkowice – Prudnik. Na linii nie odbywa się ruch pasażerski. Nieczynna stacja kolejowa Łącznik znajduje się w Dębinie.

### Transport autobusowy
Łącznik posiada połączenia autobusowe z Białą, Głuchołazami, Opolem, Prudnikiem, Złotnikami. We wsi znajdują się dwa przystanki autobusowe – „Łącznik I”, „Łącznik II”.
Transport autobusowy w Łączniku obsługiwany był przez PKS Prudnik. W 2004 prudnicki PKS został sprywatyzowany z udziałem Connex Polska. W 2008, w wyniku połączenia spółek PKS Connex Prudnik i PKS Connex Kędzierzyn-Koźle, utworzona została spółka Veolia Transport Opolszczyzna, w 2013 przejęta przez Arriva Bus Transport Polska. W 2019 Arriva wycofała się z Prudnika. Wówczas organizacją przewozów pasażerskich w Łączniku i okolicy zajęły się ościenne PKS-y. W grudniu 2021 powołano Powiatowo-Gminny Związek Transportu „Pogranicze”, mający na celu poprawę jakości transportu.

## Oświata
W Łączniku przy ul. Fabrycznej 4a znajduje się Zespół Szkolno-Przedszkolny. W jego skład wchodzą Publiczna Szkoła Podstawowa im. Filipa Roboty w Łączniku, Publiczna Szkoła Podstawowa w Pogórzu, a także publiczne przedszkola w Łączniku (ul. Fabryczna 4b), Pogórzu, Brzeźnicy i Chrzelicach.

## Kultura

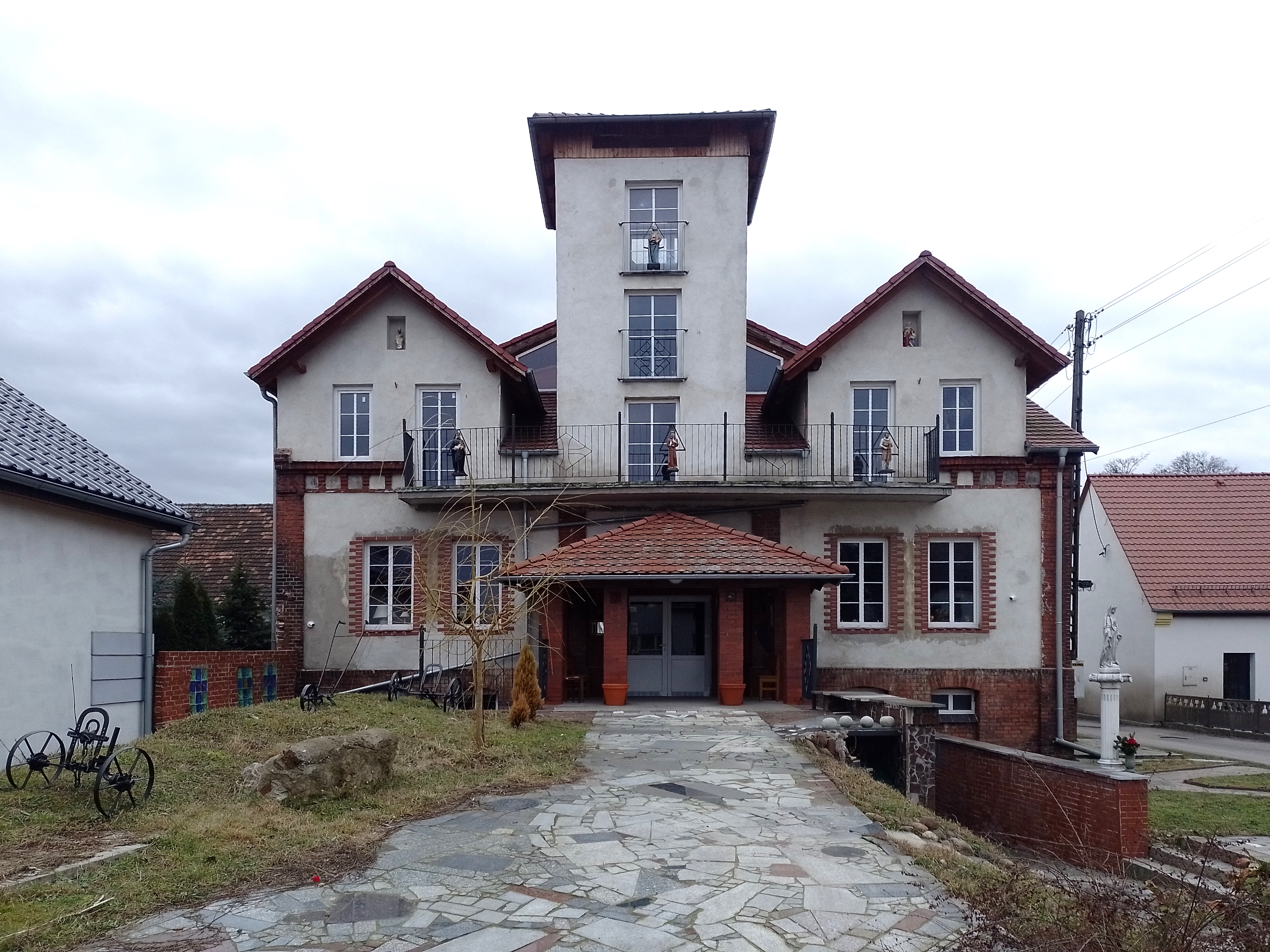
Muzeum i dom spotkań „Robertus” tworzone przez Manfreda Słabonia

W Łączniku działa Niemieckie Koło Przyjaźni (Deutscher Freundeskreis) – oddział terenowy Towarzystwa Społeczno-Kulturalnego Niemców na Śląsku Opolskim. W 2002 we wsi odbyły się dożynki wojewódzkie. W 2018 w Łączniku odbył się Kreiskonzert – Przegląd Zespołów Popularyzujących Kulturę Niemiecką, zorganizowany przez Zarząd Powiatowy Towarzystwa Społeczno-Kulturalnego Niemców w Prudniku.

## Religia
W Łączniku znajduje się katolicki kościół Nawiedzenia Najświętszej Maryi Panny, który jest siedzibą parafii Nawiedzenia Najświętszej Maryi Panny (dekanat Biała).

## Sport
Łącznik jest najmniejszą miejscowością w Polsce, z której drużyna zdobyła medal mistrzostw Polski w popularnych dyscyplinach drużynowych: Włókniarz Łącznik w 1959 i 1963 zdobył brązowy medal mistrzostw Polski w piłce ręcznej kobiet. Łącznik jest też jedyną obecnie wsią w Polsce, z której drużyna była medalistą mistrzostw Polski w dyscyplinach drużynowych.
We wsi funkcjonuje klub piłkarski KS Fortuna Łącznik, założony w 1992. W latach 2003–2007, w związku z fuzją z LZS Mokra, klub występował pod nazwą LZS Fortuna Mokra-Łącznik. W 2005, z okazji 60. rocznicy istnienia Podokręgu Związku Piłki Nożnej w Prudniku, klub otrzymał pamiątkowy puchar.
Przy ul. Sportowej 4 znajduje się boisko sportowe. W styczniu 2009 rozpoczęto budowę hali sportowo-widowiskowej przy Szkole Podstawowej, którą oddano do użytku we wrześniu 2010 roku.
1 sierpnia 2023 przez Łącznik przebiegała trasa wyścigu Tour de Pologne.

## Polityka
W remizie ochotniczej straży pożarnej w Łączniku swoją siedzibę ma Obwodowa Komisja Wyborcza, do której należą sołectwa Łącznik, Dębina, Mokra i Ogiernicze. W referendum w 2003 mieszkańcy obwodu opowiedzieli się za przystąpieniem Polski do Unii Europejskiej.
W wyborach parlamentarnych do Sejmu w 2005 we wsi wygrała Mniejszość Niemiecka. W 2007 i 2011 w Łączniku zwyciężyła Platforma Obywatelska. W 2015 i 2019 największą ilość głosów zdobyła Mniejszość Niemiecka. W 2023 łącznie większość głosów zdobyły partie: Koalicja Obywatelska, Trzecia Droga, Nowa Lewica.
W wyborach prezydenckich w 2005 mieszkańcy obwodu opowiedzieli się za Donaldem Tuskiem, w 2010 i 2015 za Bronisławem Komorowskim, w 2020 za Andrzejem Dudą, a w 2025 za Rafałem Trzaskowskim.

## Turystyka

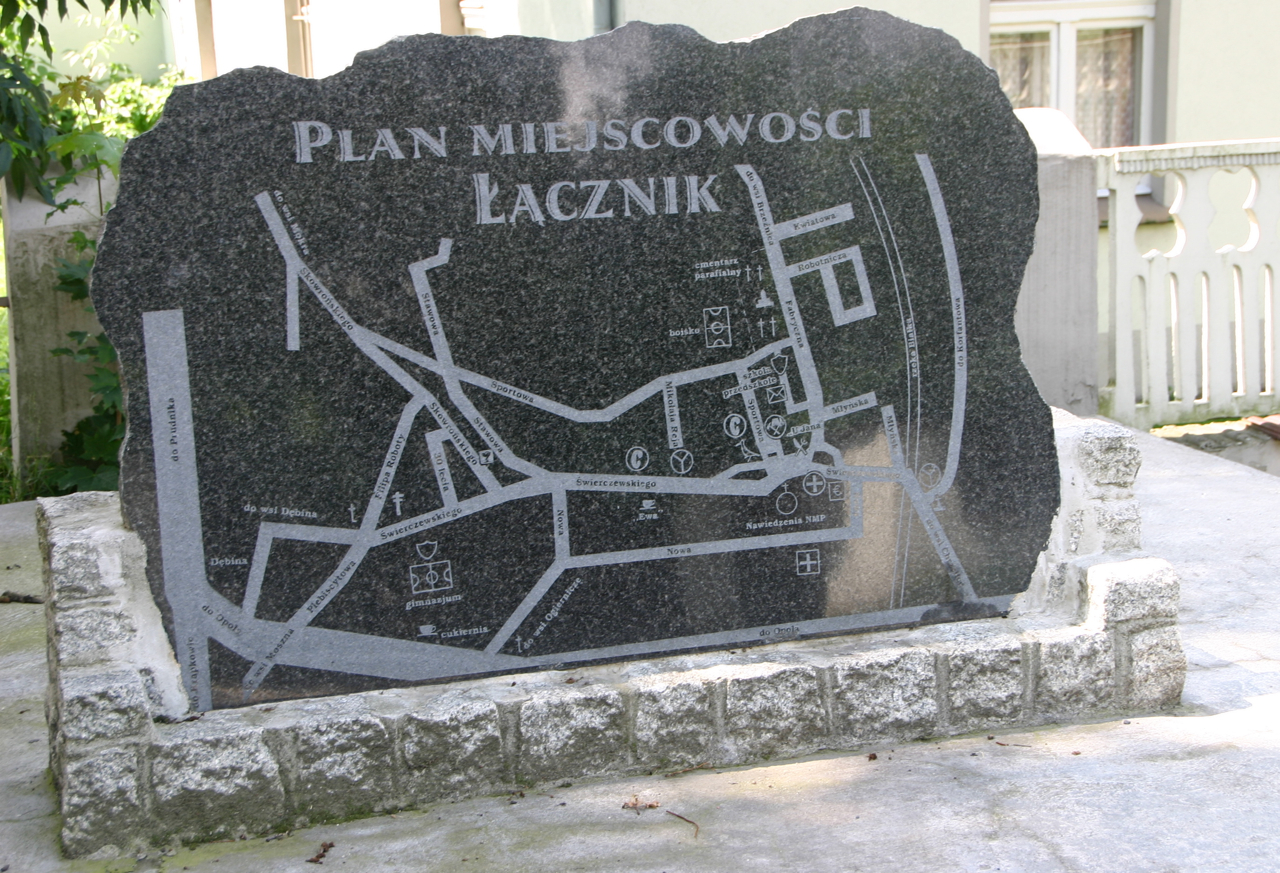
Plan miejscowości Łącznik

Na gruntach wsi Łącznik i Dębina znajduje się sztuczny zbiornik wodny Zielona Zatoka, utworzony w wyniku zalania dawnego wyrobiska kruszywa. Na bazie akwenu powstał agroturystyczny kompleks rekreacyjno-wypoczynkowy z bazą noclegową, kąpieliskiem z plażą, wypożyczalnią sprzętu pływającego, łowiskiem i smażalnią ryb. Centrum Rekreacyjne „Zielona Zatoka” stanowi jedną z głównych atrakcji turystycznych powiatu prudnickiego. W Łączniku znajdowała się Fabryka Robotów Sebastiana Kucharskiego. Prezentowane w niej były rzeźby wykonane z metalu i złomu, nawiązujące do filmów i fantastyki. Fabryka została przeniesiona do pobliskiej Mosznej.
Oddział PTTK „Sudetów Wschodnich” w Prudniku ustanowił turystyczną Odznakę Krajoznawczą Ziemi Prudnickiej, którą zdobywa się poprzez zwiedzenie odpowiedniej liczby obiektów w miejscowościach położonych na ziemi prudnickiej, w tym w Łączniku. Przez Łącznik przebiega trasa Kolarskiego Rajdu Dookoła Ziemi Bialskiej, za przejechanie którego PTTK Prudnik przyznaje odznakę.

### Szlaki rowerowe
Przez Łącznik prowadzą szlaki rowerowe:
- Trasa rowerowa PTTK nr 261-c: Biała – Stare Miasto – Solec – Olbrachcice – Wierzch – Wilków – Rostkowice – Gostomia – Krobusz – Radostynia – Mokra – Łącznik – Brzeźnica – Górka Prudnicka – Ligota Bialska – Biała
- Trasa rowerowa PTTK nr 262-z: Biała – Stare Miasto – Solec – Rostkowice – Gostomia – Nowa Wieś Prudnicka – Urszulanowice – Moszna – Ogiernicze – Łącznik – Chrzelice – Rzymkowice – Pogórze – Frącki – Brzeźnica – Górka Prudnicka – Ligota Bialska – Biała

## Przyroda
W latach 1950–1975 w Łączniku znajdowało się jedno z dwóch stanowisk łątki zielonej; drugie z nich znajdowało się także na Śląsku. Obecnie brak danych o występowaniu jej w obydwu z tych miejsc. W Polskiej Czerwonej Księdze Zwierząt łątka figuruje jako gatunek krytycznie zagrożony.

## Służba zdrowia
W Łączniku przy ul. św. Walentego 16 znajduje się Niepubliczny Zakład Opieki Zdrowotnej „Medyk”. Przy ul. Skowrońskiego 4 znajduje się apteka.

## Bezpieczeństwo

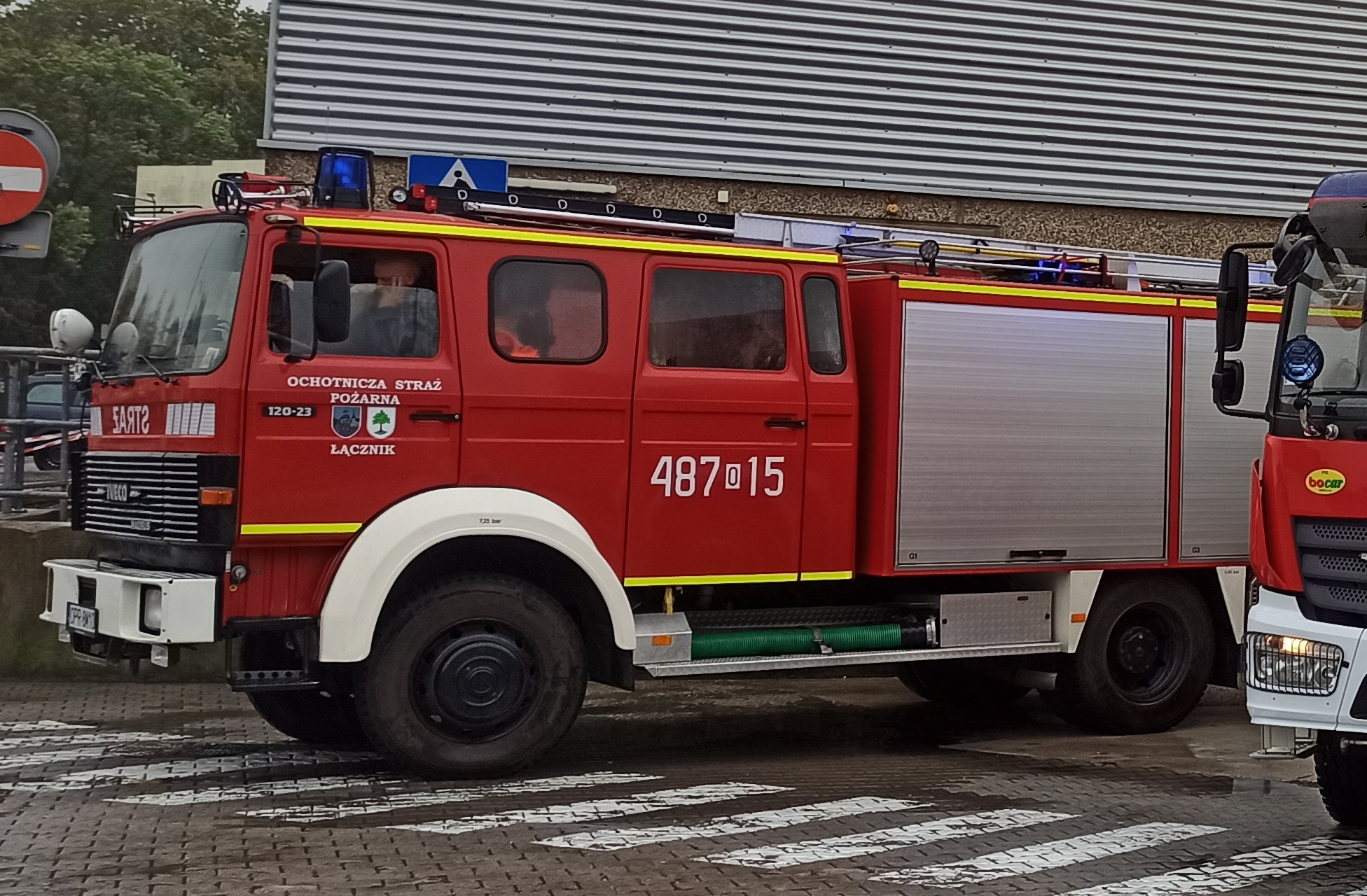
Wóz OSP Łącznik w Prudniku podczas powodzi w 2024

W zakresie ochrony przeciwpożarowej oraz innych miejscowych zagrożeń w Łączniku działa jednostka Ochotniczej Straży Pożarnej.
Miejscowość jest pod opieką dzielnicowego rejonu służbowego nr 15 Komendy Powiatowej Policji w Prudniku (Posterunek Policji w Białej).
Teren wsi, jak i całej gminy Biała, położony jest w strefie nadgranicznej w związku z czym Straż Graniczna dysponuje, na tym obszarze, specjalnymi kompetencjami w zakresie bezpieczeństwa. Gminę Biała obejmuje zasięgiem służbowym Placówka Straży Granicznej w Opolu ze Śląskiego Oddziału SG.

## Ludzie związani z Łącznikiem
- Aleksander Skowroński (1863–1934) – działacz narodowy i społeczny, pracownik parafii w Łączniku
- Hans Lukaschek[119] (1885–1960) – burmistrz Rybnika, Zabrza, członek Kręgu z Krzyżowej, więzień obozu w Ravensbrück, minister do spraw przesiedleńców w pierwszym rządzie Konrada Adenauera
- Edward Kiwer (1919–1987) – porucznik piechoty, cichociemny, zmarły w Łączniku
- Manfred Słaboń (1941–2023) – ksiądz, etnograf, poeta, dziennikarz, proboszcz parafii w Łączniku
- Franciszek Stankala (ur. 1951) – przedsiębiorca i samorządowiec, szef koła mniejszości niemieckiej w Łączniku